# Mauremys annamensis
Mauremys annamensis је гмизавац из реда корњача и фамилије Geoemydidae.

## Угроженост
Ова врста је крајње угрожена и у великој опасности од изумирања.

## Распрострањење
Вијетнам је једино познато природно станиште врсте.

## Станиште
Станиште врсте су слатководна подручја.